# Masao Maruyama
Ne doit pas être confondu avec Masao Maruyama (politologue).
Pour les articles homonymes, voir Maruyama.
Masao Maruyama (丸山 正雄, Maruyama Masao), né le 19 juin 1941 à Shiogama, est un producteur de séries, ainsi que de courts et longs métrages d'animation japonaise (anime). Il est le cofondateur du studio Madhouse dont il est membre du bureau exécutif et Chief Creative Officer, ainsi que le fondateur du studio MAPPA.
Il est à l'avant-garde de l'animation japonaise depuis plus de 50 ans, depuis les débuts de l'industrie, et a découvert de nombreux créateurs talentueux dont il a planifié et produit les œuvres,.
Les capacités de Maruyama en tant que producteur sont considérées comme les meilleures de l'industrie de l'animation japonaise, et il a planifié et produit de nombreux chefs-d'œuvre et percées des réalisateurs à succès, tels que  La cité interdite, Ninja Scroll et Vampire Hunter D: Bloodlust de Yoshiaki Kawajiri, l'œuvre complète de Satoshi Kon (de Perfect Blue à Paprika)), La Traversée du temps et Summer Wars de Mamoru Hosoda, Black Lagoon, Mai Mai Miracle et Dans un recoin de ce monde de Sunao Katabuchi,.
Maruyama a découvert le talent de Sunghoo Park (Jujutsu Kaisen) à la MAPPA, et Sayo Yamamoto (Yuri on Ice) a été son apprentie directe depuis l'époque de Madhouse. Il a également donné à Masaaki Yuasa (Kemonozume et Kaiba) et Mitsuo Iso (Dennō coil) la chance de réaliser une série télévisée d'animation au début de leur carrière de réalisateur. Il a également incité le mangaka Katsuhiro Ōtomo à se lancer dans la réalisation de films d'animation.
Masato Marukawa, le président du studio d'animation fictif Musashino Animation, dans la série d'animation télévisée Shirobako, qui dépeint les rouages de l'industrie de l'animation, est inspiré de Maruyama.

## Biographie
Masao Maruyama naît le 19 juin 1941 dans la petite ville de Shiogama, au nord de Sendai, dans la préfecture de Miyagi au Japon. En 1963, il sort diplômé de l'Université Hōsei puis intègre en 1965 le jeune studio Mushi Production créé par le mangaka Osamu Tezuka. Il commence sur la série W3 en tant qu'assistant à la direction d'épisode.
Il occupe par la suite le poste de Settei (設定) qui signifie, dans le cas de Maruyama, qu'il a un rôle de producteur mais en plus participe au processus créatif avec le réalisateur, le ou les scénaristes, ainsi qu'avec le responsable des décors. Cette notion est le plus souvent traduit par le mot anglais Setting.
Il participe notamment à ce poste à Princesse Saphir et à Ashita no Joe, série où il va rencontrer le réalisateur Osamu Dezaki. Face à la crise financière que connaît Mushi, Maruyama décide de se joindre à Dezaki ainsi qu'à d'autres anciens animateurs de Mushi comme Rintaro ou Yoshiaki Kawajiri afin de fonder en octobre 1972 un nouveau studio, Studio Madhouse. Maruyama va alors occuper le poste de scénariste et travailler sur des séries produites par les studios Toei animation, Tokyo Movie, Nippon Animation mais toujours avec ses camarades de Madhouse, notamment Dezaki, Rintaro et Akio Sugino.
En 1980, Dezaki et Sugino quittent le studio ce qui permet à Maruyama d'entrer au bureau exécutif et de changer la politique du studio. Jusqu'alors, le studio sous-traitait des séries produites par Tokyo Movie, pour  la plupart réalisées par Dezaki. Maruyama décide d'axer la production du studio vers les longs métrages et fait de Rintaro le principal réalisateur.
À partir de 1983, il retourne à la production et tourne la politique du studio vers des films plus adultes avec notamment Harmagedon et Gen d'Hiroshima qu'il produit. Il produit par la suite un bon nombre des séries du studio tout en gardant la mainmise sur les processus créatifs des productions du studio, laissant le côté financier et la gestion au président du studio, Jungo Murata.
Ces dernières années, il participe à de nombreuses conventions aux États-Unis ce qui lui a apporté une certaine notoriété auprès des fans américains.
En 2011, il crée son propre studio baptisé Mappa dont le premier anime est Kids on the slope avec la participation de Nobuteru Yuki, Yōko Kanno et Shin'ichirō Watanabe.
En 2016 il crée M2, une société de production d'animation spécialisée dans la pré-production. Après avoir cédé le poste de PDG de MAPPA au membre fondateur Manabu Otsuka, il devient président du studio M2 nouvellement créé.

## Production

### Série TV
- W3 (juin 1965 - juin 1966) - Assistant à la direction d'épisode
- Princesse Saphir (avr 1967 - avr 1968) - Setting
- Ashita no Joe (avr 1970 - sept 1971) - Setting
- Jeu, set et match ! (oct 1973 - mars 1974) - Scénariste
- Gaiking (avr 1976 - janv 1977) - Scénariste en chef
- Piccolino no Bōken (avr 1976 - mai 1977) - Scénariste en chef
- Jetter Mars (fév 1977 - sept 1977) - Scénariste en chef
- Yawara! A Fashionable Judo Girl (oct 1989 - sept 1992) - Producteur
- DNA² (oct 1994 - oct 1994) - Producteur
- Super Doll Licca-chan (oct 1998 - sept 1999) - Producteur
- Master Keaton (oct 1998 - mars 1999) - Producteur
- Pet Shop of Horrors (mars 1999) - Planning
- Bomber Man & Bidaman Bakugaiden V (50 épisodes)(fév 1999 - janv 2000) - Planning, Producteur
- Boogiepop Phantom (janv 2000 - mars 2000) - Producteur
- La Guerre de Sakura (Sakura Taisen) (avr 2000 - sept 2000) - Producteur
- Ippo le Challenger (Hajime no ippo) (oct 2000 - mars 2002) - Producteur
- Aquarian Age: Sign for Evolution (13 épisodes) (janv 2002 - mars 2002) - Planning
- Honoo no Mirage (janv 2002 - avr 2002) - Producteur
- Pita-ten (avr 2002 - sept 2002) - Planning
- Chobits (avr 2002 - sept 2002) - Planning
- Rizelmine (avr 2002 - déc 2002) - Producteur
- Abenobashi mahou☆shotengai (avr 2002 - juin 2002) - Producteur
- Dragon drive (juil 2002 - mars 2003) - Planning, producteur
- Hanada shōnen-shi (oct 2002 - mars 2003?) - Producteur
- Texhnolyze (avr 2003 - sept 2003) - Producteur exécutif
- Di Gi Charat Nyo (avr 2003 - avr 2004) - Production, planning
- Mujin wakusei Survive (oct 2003 - oct 2004) - Production, planning
- Gunslinger girl (oct 2003 - fév 2004) - Planning
- Gungrave (oct 2003 - mars 2004) - Planning
- Paranoia Agent (Mousou Dairinin) (fév 2004 - mai 2004) - Planning
- Monster (avr 2004 - sept 2005) - Producteur
- Enfer & Paradis (Tenjou Tenge) (avr 2004 - sept 2004) - Producteur
- Beck (oct 2004 - mars 2005) - Planning
- Gokusen (janv 2005 - mars 2005) - Producteur
- Ichigo 100% (avr 2005 - juin 2005) - Planning
- Oku-sama wa Joshi Kousei (juil 2005 - sept 2005) - Planning
- Akagi (oct 2005 - mars 2006) - Producteur
- Paradise Kiss (oct 2005 - déc 2005) - Producteur
- Kiba (avr 2006 - mars 2007) - Planning
- Black Lagoon (avr 2006 - déc 2006) - Planning
- Yume Tsukai (avr 2006 - juin 2006) - Planning
- Nana (avr 2006 - mars 2007) - Producteur
- Saiunkoku Monogatari (avr 2006 - mars 2008) - Planning
- Strawberry Panic! (avr 2006 - sept 2006) - Planning
- Taiyo no Mokushiroku (sept 2006) - Planning
- Otogi-Jushi Akazukin (juil 2006 - mars 2007) - Planning
- Kemonozume (août 2006 - oct 2006) - Planning
- Death Note (oct 2006 - juin 2007) - Producteur
- Tokyo Tribe 2 (nov 2006 - fév 2007) - Planning
- Kaibutsu Ōjo (avr 2007 - sept 2007) - Planning
- Claymore (avr 2007 - sept 2007) - Producteur
- Ooedo rocket (avr 2007 - sept 2007?) - Planning
- Dennou Coil (mai 2007 - déc 2007) - Production
- Devil may cry (juin 2007 - sept 2007) - Planning
- Majin Tantei Nougami Neuro (oct 2007 - mars 2008) - Planning
- Kaiji (oct 2007 - avr 2008) - Planning
- Mokke (oct 2007 - mars 2008) - Planning
- MapleStory (oct 2007 - mars 2008) - Planning
- Kamen no maid guy (avr 2008 - juin 2008) - Planning
- Kaiba (avr 2008 - juil 2008) - Planning
- Chi's Sweet Home (mars 2008 - sept 2008) - Planning
- Allison & Lillia (26 épisodes) (avr 2008 - oct 2008) - Planning
- Himitsu - top secret (26 épisodes) (avr 2008 - sept 2008) - Planning
- Ultraviolet : Code 044 (juil 2008 - sept 2008) - Planning
- Chaos;Head NoAH (12 épisodes) (oct 2008 - déc 2008) - Planning
- Mōryō no Hako (13 épisodes) (oct 2008 - déc 2008) - Planning
- Kurozuka (12 épisodes) (oct 2008 - déc 2008) - Planning
- Casshern Sins (24 épisodes) (oct 2008 - mars 2009) - Planning
- One Outs (25 épisodes) (oct 2008 - mars 2009) - Planning
- Stitch ! (24 épisodes) (oct 2008 - mars 2009) - Planning
- Ride Back (12 épisodes) (janv 2009 - mars 2009) - Planning
- Hajime no Ippo: New Challenger (janv 2009 - juin 2009) - Planning
- Needless (juil 2009 - déc 2009) - Planning
- Aoi Bungaku Series (oct 2009 - déc 2009) - Planning
- Kobato. (oct 2009 - mars 2010) - Planning
- Stitch ! - S2 (juil 2010 - mars 2011) - Planning
- Rainbow (avril 2010 - sept 2010) - Planning
- Iron man anime (oct 2010 - déc 2010) - Planning
- Marvel Wolverine (janv 2011 - mars 2011) - Planning
- X-men anime (avril 2011 - juin 2011) - Planning
- Kaiji - S2 (avril 2011 - sept 2011) - Planning
- Blade anime (juil 2011 - sept 2011)

### Films
- Unico sur l'île magique (1983) - Setting
- Gen de Hiroshima (Hadashi no Gen) (1983) - Setting
- Gen de Hiroshima 2 (Hadashi no Gen 2) (1986) - Setting
- Hi no tori : Ho-o-hen (1986) - Producteur
- La cité interdite (Yōjū toshi) (1987) - Setting
- Manie-Manie Meikyu Monogatari (1989) - Producteur
- Ninja Scroll (Jubei Ninpucho) (1993) - Producteur
- Perfect blue (1998) - Producteur
- Nasu, un été andalou (Nasu - Andalusia no Natsu) (2003) - Producteur
- La traversée du temps (2006) - Producteur
- Paprika (2006) - Producteur
- Piano no Mori (2007) - Producteur
- Summer Wars (2009) - Planning
- Trigun - Le film (2010) - Planning
- Redline (2010) - Planning

### OAV
- Junk Boy (1987) - Producteur
- Chroniques de la Guerre de Lodoss (1990-1991) - Producteur
- CLAMP in Wonderland (1994) - Producteur
- Saikoda ibā Mashou Bosatsu (1997) - Producteur, planning
- Nasu: Suitcase no Wataridori (2007) - Planning